# Министарство спорта Републике Србије
Министарство спорта Републике Србије је ресор Владе Републике Србије задужен делатности спорта. Актуелни министар спорта је Зоран Гајић.

## Надлежности
Министарство спорта обавља послове државне управе који се односе и на:
- систем, развој и унапређење спорта и физичке културе у Републици Србији
- спровођење националне политике у области спорта и националне стратегије развоја спорта
- управни и стручни надзор у области спорта
- реализацију и праћење спровођења акционих планова и програма који доприносе развоју спорта у Републици Србији
- учешће у изградњи, опремању и одржавању спортских објеката и спортске инфраструктуре од интереса за Републику Србију
- стварање услова за приступ и реализацију пројеката из делокруга тог министарства који се финансирају из средстава претприступних фондова Европске уније, донација и других облика развојне помоћи
- стварање услова за већу доступност спорта свим грађанима, као и на друге послове одређене законима